# Pas Hamadan
Maillots
Le PAS Hamadan Football Club (en persan : باشگاه فوتبال پاس همدان), plus couramment abrégé en PAS Hamadan, est un club iranien de football fondé en 2007 et basé dans la ville de Hamadan.

## Histoire
Le club évolue en première division pendant quatre saisons, entre 2007 et 2011. Il obtient son meilleur classement lors de la saison 2007-2008, où il se classe 5e du championnat, avec onze victoires, seize nuls et sept défaites.
Il est quart de finaliste de la Coupe d'Iran en 2008, puis demi-finaliste en 2009.

## Personnalités du club

### Présidents du club
- Karim Malahi
- Bahram Yadi

### Entraîneurs du club
| - Vinko Begović (2007 - 2009) - Ali Asghar Modir Roosta (2009 - 2010) - Mahmoud Yavari (2010 - 2011) - Ali Asghar Modir Roosta (2011) - Faraz Kamalvand (2011 - 2012) - Vinko Begović (2012 - 2013) - Omid Tayeri (2013) |  | - Mojtaba Khorshidi (2013 - 2014) - Mohsen Ashouri (2014) - Davoud Mahabadi (2014 - 2015) - Reza Talaeimanesh (2015 - 2016) - Akbar Mohammadi (2016 - 2017) - Ali Latifi (2017 - ?) - Ahmad Jamshidian |

### Joueurs emblématiques
- Udochukwu Nwoko
- Artur Yedigaryan
- Akhmal Kholmatov